# Bolbodera
Bolbodera es un género de chinches hematófagas incluido en la subfamilia Triatominae, que a su vez pertenece a la familia Reduviidae.
El género fue descrito por primera vez por el entomólogo cubano Pedro Valdés Ragués en 1910.

## Especies
El género contiene la siguiente especie:
- Bolbodera scabrosa Valdés, 1910[5]